# Ошські події 1990 року
Ошські події 1990 року (кирг. Ош окуясы; узб. Oʻsh voqeasi, Ўш воқеаси; Ошська різанина) — міжнаціональний конфлікт на території Киргизької РСР між киргизами і узбеками.

## Передісторія подій
У місті Ош, в якому проживає значна кількість узбеків, з ранньої весни 1990 року почали активізувати свою діяльність неформальне об'єднання «Адолат» та громадська організація «Ош-аймаги» (кирг. Ош-аймагы, «Ошський район»). Основним завданням об'єднання «Адолат» було збереження і розвиток культури, мови, традицій узбецького народу. Цілі і завдання «Ош-аймаги» — реалізація конституційних прав людини і забезпечення людей земельними ділянками для житлового будівництва — об'єднували переважно киргизьку молодь.
27 травня 1990 року незаможні молоді киргизи зажадали надати їм ділянки для житлового будівництва на землі колгоспу ім. Леніна поблизу міста Ош. Влада погодилися задовольнити цю вимогу. Присутні також зажадали, щоб їм передали 32 гектари бавовняних полів колгоспу ім. Леніна, в якому працювали, переважно, узбеки. І цю вимогу державні чиновники задовольнили. Починаючи від 30 травня на отриманому полі колгоспу киргизи проводили мітинги з вимогами змістити з посади першого заступника голови Верховної Ради Киргизької РСР, колишнього першого секретаря обкому партії, який, на їхню думку, не вирішував проблем прописки, працевлаштування та житла для киргизької молоді і сприяв тому, що у сфері торгівлі та обслуговування в Оші працювали, переважно, узбеки.
Узбеки ж сприйняли виділення киргизам землі вкрай негативно. Вони також провели мітинги і прийняли звернення до керівництва Киргизії і області з вимогами створити узбецьку автономію в Ошській області, надати узбецькій мові статус однієї з державних, створити узбецький культурний центр, відкрити узбецький факультет при Ошському педагогічному інституті і змістити з посади першого секретаря обкому, який нібито захищає інтереси лише киргизького населення. Вони вимагали дати відповідь до 4 червня.
З 1 червня узбеки, які здавали житло киргизам, почали їх виселяти, внаслідок чого понад 1500 киргизьких квартирантів також стали вимагати виділення земельних ділянок для забудови. Киргизи також вимагали від влади надати їм остаточну відповідь про надання земель до 4 червня.
Проте республіканська комісія на чолі з головою Ради міністрів Киргизької РСР А. Джумагуловим визнала виділення під забудову землі колгоспу ім. Леніна незаконним і для будівництва житла вирішено було виділити інші земельні ділянки. Більшість киргизів, які потребували землі під забудову, і узбеків погодилися з цим рішенням, але близько 200 представників «Ош-аймаги» продовжували наполягати на наданні їм саме землі колгоспу ім. Леніна.

## Конфлікт
4 червня киргизи й узбеки зійшлися на полі колгоспу ім. Леніна. Киргизів прийшло близько 1,5 тисяч, узбеків — понад 10 тисяч. Їх розділяла міліція, озброєна автоматами.
Узбецька молодь спробувала прорвати кордон міліції і напасти на киргизів, міліцію почали закидати камінням і пляшками, двох міліціонерів захопили. Міліція відкрила вогонь і, за деякими даними, було вбито 6 узбеків. Після цього узбецький натовп під керівництвом лідерів з криками «Кров за кров!» попрямував до Оша, громлячи киргизькі будинки. З 4 по 6 червня кількість узбецьких погромників збільшилася до 20 тисяч за рахунок прибулих з районів, сіл і Андижана (Узбецька РСР). Близько 30-40 узбеків спробували захопити будівлі Ошського МВВС, СІЗО-5, УВС Ошського облвиконкому, але їм це не вдалося. Співробітники міліції затримали близько 35 активних погромників.
У ніч з 6 на 7 червня в Оші було обстріляно будівлю УВС і наряд міліції, двоє співробітників міліції було поранено. На кордоні з Андижанською областю Узбецької РСР з'явився багатотисячний натовп узбеків, що прибув на підмогу ошським узбекам.
Вранці 7 червня сталися напади на насосну станцію і міську автобазу, спалено 5 автобусів. Почалися перебої в постачанні населення продуктами та питною водою у зв'язку з припиненням поставок в місто рідкого хлору для очищення води і порушенням режиму роботи ряду підприємств і транспортних організацій.
Киргизько-узбецькі зіткнення відбулися й в інших населених пунктах Ошської області. У ряді населених пунктів Ферганської, Андижанської і Наманганської областей Узбецької РСР почалися побиття киргизів і підпали їхніх будинків, що спричинило втечу киргизів з території Узбекистану.
Заворушення вдалося зупинити лише надвечір 6 червня, ввівши в область армійські частини. Ціною величезних зусиль армії і міліції вдалося уникнути залучення населення Узбекистану в конфлікт на території Киргизької РСР. Похід озброєних узбеків з міст Наманган і Андижан в Ош був зупинений за декілька десятків кілометрів від міста. Натовп змітав міліцейські кордони і палив автомобілі, зафіксовані випадки зіткнень з армійськими підрозділами. Тоді перед узбеками, які рвалися в Киргизію, виступили головні політичні та релігійні діячі Узбецької РСР, що допомогло уникнути подальших жертв.
8 червня з Ташкента у Фрунзе спецрейсами евакуювали студентів-киргизів. В Оші і Фрунзе було введено комендантську годину.

## Жертви
За даними слідчої групи прокуратури СРСР, у конфлікті з киргизької сторони в містах Узген і Ош, а також у селах Ошської області загинуло близько 1200 осіб, а з узбецької слідчі знайшли близько 10 тисяч епізодів злочинів. За неофіційними даними, жертв було 10 тис. чоловік. До судів було направлено 1500 кримінальних справ. В конфлікті брали участь близько 30-35 тис. осіб, до кримінальної відповідальності притягнуто близько 300 осіб. Після здобуття незалежності Киргизією всіх їх було звільнено.
З здобуттям Киргизстаном незалежності в 1991 році узбекам не було забезпечено значної автономії в новому уряді Акаєва, і широке населення ставилося до них з глибокою підозрою. У середині 1990-х років узбеки займали лише 4,7% посад в Ошській області.  Економічна депресія, яка наступила після здобуття незалежності, лише посилила етнічну напругу в наступні роки. Коли в 2010 році правоохоронні органи розвалилися, ця прихована напруга була неконтрольованою. Це одна з багатьох причин, чому спекулянти вважають, що заворушення 2010 року були не просто повторенням заворушень 20 років тому, а продовженням конфлікту.

## В масовій культурі
Ошські події 1990 року згадуються в серіалі «Агент національної безпеки» (2-й сезон, фільм «Людина без обличчя»). За сюжетом герой Костянтина Хабенського офіцер КДБ СРСР Хуссейн Саббах був впроваджений в націоналістичне угрупування, яке влаштувало криваву різанину в Оші. Для підтвердження легенди Саббах був змушений брати активну участь у заворушеннях і кров'ю мирних жителів доводити свою відданість угрупованню.